# Дурнишник
Дурни́шник (лат. Xanthium) — род однолетних травянистых растений семейства Астровые (Asteraceae).
Латинское родовое название происходит от др.-греч. ξανθός — жёлтый, из-за использования в качестве красителя.

## Распространение и экология
Родиной растения является Центральная и Северная Америка. Занесено в Европу, Малую и Восточную Азию. Рудерал. 

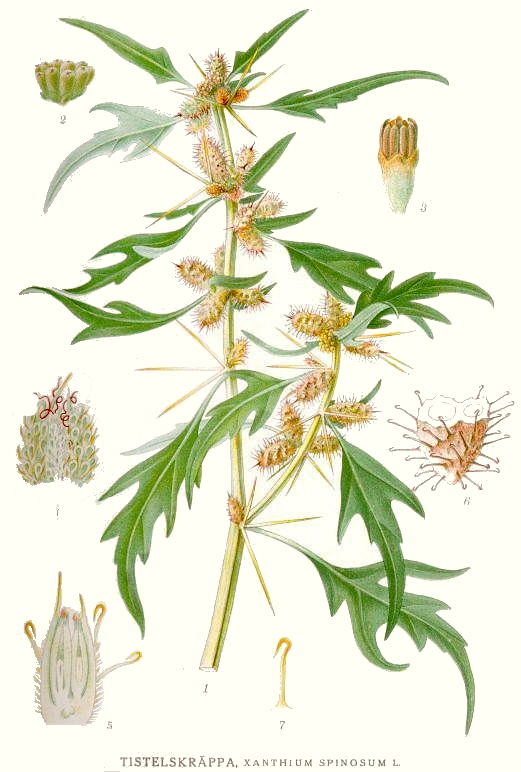
Дурнишник игольчатый.

## Биологическое описание
Листья очередные, цельные, зубчатые или лопастные.
Корзинки однополые, однодомные, сидячие, собраны в колосовидные или кистевидные соцветия, расположенных в пазухах листьев или собраны пучками на верхушках стеблей. Тычиночные корзинки почти шаровидные, многоцветковые, расположены в верхней части соцветия; пестичные — одиночные или клубочком в нижней части соцветия. Тычиночные цветки с 5-зубчатым венчиком. Пестичные цветки заключены по два в сросшуюся обёртку с нитевидным трубчатым малозаметным венчиком или без венчика.
Семянки продолговатые, сжатые, по две в каждой обёртке.

## Значение и применение
Листья и корни дают жёлтую краску, употребляемую для окраски тканей.
Семена дурнишника обыкновенного содержат до 40 % масла, пригодного для изготовления олифы.

## Классификация

### Таксономия
Род Дурнишник входит семейство Астровые (Asteraceae) порядка Астроцветные (Asterales).
|  |                                      |  |                                                             |                                                             |                    |  | ещё 12 семейств (согласно Системе APG II) |                          |                          |                  |
|  |                                      |  |                                                             |                                                             |                    |  |                                           |                          |                          | от 3 до 25 видов |
|  |                                      |  |                                                             | порядок Астроцветные                                        |                    |  |                                           |                          | род Дурнишник            |                  |
|  |                                      |  |                                                             | порядок Астроцветные                                        |                    |  |                                           |                          | род Дурнишник            |                  |
|  | отдел Цветковые, или Покрытосеменные |  |                                                             |                                                             | семейство Астровые |  |                                           |                          |                          |                  |
|  | отдел Цветковые, или Покрытосеменные |  |                                                             |                                                             |                    |  |                                           |                          |                          |                  |
|  |                                      |  | ещё 44 порядка цветковых растений (согласно Системе APG II) | ещё 44 порядка цветковых растений (согласно Системе APG II) |                    |  |                                           | ещё от 900 до 1000 родов | ещё от 900 до 1000 родов |                  |
|  |                                      |  |                                                             | ещё 44 порядка цветковых растений (согласно Системе APG II) |                    |  |                                           |                          | ещё от 900 до 1000 родов |                  |

### Виды
В род Дурнишник включают около 20 видов (по другим данным 3 вида), некоторые из них:
- Xanthium sibiricum Patrin — Дурнишник сибирский
- Xanthium spinosum L. — Дурнишник колючий
- Xanthium strumarium L. — Дурнишник обыкновенный